# Матијас Лесор
Матијас Мишел Лесор (фр. Mathias Michel Lessort; Фор де Франс, 29. септембар 1995) француски је кошаркаш. Игра на позицији центра, а тренутно наступа за Панатинаикос.

## Клупска каријера
Лесор је пореклом са Мартиника, а своју каријеру градио је у Француској играјући за екипе Елан Шалона (2014—2016) и Нантера (2016—2017), са којим је освојио ФИБА Куп Европе, француски куп, а такође је играјући за тај тим добио и награду за најбољег шестог играча француске лиге уз скоро 11 поена и 7 скокова по утакмици. На НБА драфту 2017. као 50. пика одабрали су га Филаделфија севентисиксерси.
Лесор је 11. августа 2017. потписао трогодишњи уговор са Црвеном звездом. Са црвено-белима је у сезони 2017/18. био шампион Србије али је у изгубио у финалима Јадранске лиге (од Будућности) и националног Купа (од Партизана). Иако је имао трогодишњи уговор, Лесор је након једне сезоне напустио Црвену звезду и уз обештећење прешао у шпанску Малагу. Једну сезону је био у Малаги након чега је потписао једногодишњи уговор са Бајерн Минхеном.
У сезони 2020/21. наступао је за Монако са којим је освојио Еврокуп. Тада је уврштен и у и идеални тим Еврокупа. Крајем септембра 2021. потписао је двомесечни уговор са Макабијем из Тел Авива. Напустио је клуб 26. новембра исте године пошто му није понуђен нови уговор.
Дана 20. децембра 2021. године потписао је уговор са београдским Партизаном до краја 2021/22. сезоне. У јулу 2022. продужио је уговор са клубом на још годину дана. У сезони 2022/23, Партизан је елиминисан од Реал Мадрида у четвртфиналу Евролиге. Лесор је у Евролиги просечно бележио 12 поена и 7,1 скока и уврштен је у идеални тим сезоне. Добио је награду за најбољег одбрамбеног играча Јадранске лиге, а уврштен је и у идеалну петорку регионалног такмичења. Лесор је сезону у Партизану завршио подизањем шампионског трофеја Јадранске лиге, после победе од 3:2 у финалу над Црвеном звездом.
У јуну 2023. потписао је двогодишњи уговор са грчким Панатинаикосом.

## Репрезентација
За сениорску репрезентацију Француске дебитовао је у квалификацијама за Светско првенство 2019. Са националним тимом је освојио бронзану медаљу на Светском првенству 2019. у Кини.

## Успеси

### Клупски
- Нантер 92:
  - ФИБА Куп Европе (1): 2016/17.
  - Куп Француске (1): 2017.

- Црвена звезда:
  - Првенство Србије (1): 2017/18.

- Монако:
  - Еврокуп (1): 2020/21.

- Партизан:
  - Јадранска лига (1): 2022/23.

- Панатинаикос:
  - Првенство Грчке (1): 2023/24.
  - Куп Грчке (1): 2025.
  - Евролига (1): 2023/24.

### Репрезентативни
- Светско првенство:
  -  2019.
- Олимпијске игре: 
  -  2024.

### Појединачни
- Идеални тим Евролиге — прва постава (2): 2022/23, 2023/24.
- Идеални тим Еврокупа — прва постава (1): 2020/21.
- Идеални тим Еврокупа — друга постава (1): 2018/19.
- Најбољи одбрамбени играч Јадранске лиге (1): 2022/23.[16]
- Идеална стартна петорка Јадранске лиге (1): 2022/23.